# Irena Naganowska
Irena Naganowska, z d. Biehler (ur. 1 marca 1914 w Tomsku, zm. 10 marca 1990 w Poznaniu) – polska tłumaczka literatury niemieckiej.

## Życiorys
Studiowała polonistykę na Uniwersytecie Poznańskim, gdzie poznała również swojego przyszłego męża Egona Naganowskiego, za którego wyszła za mąż w 1934. Jako tłumaczka debiutowała w 1951, część dorobku translatorskiego stworzyła razem z mężem. Razem z nim została uhonorowana Inter Nationes Preis (1976) i Nagrodą Polskiego PEN Clubu za przekład z literatury obcej na język polski (1978).
Była członkiem Polskiego PEN Clubu.

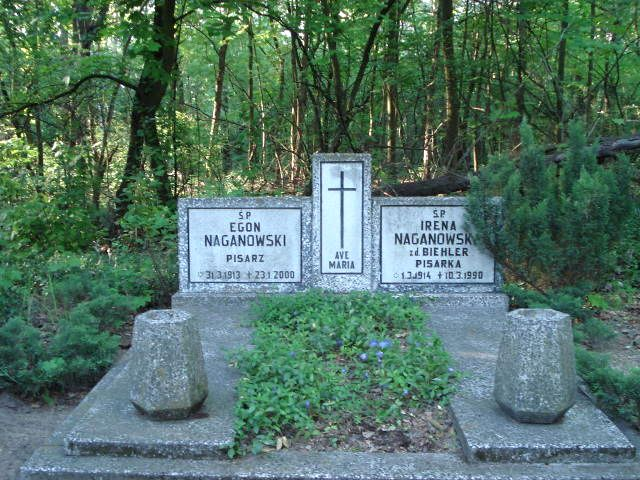
Nagrobek Ireny i Egona Naganowskich

Pochowana na cmentarzu komunalnym na Miłostowie w Poznaniu (kwatera ewangelicka).

## Przekłady
- Klaus Herrmann Kochanek bogini Izydy. Powieść historyczna z czasów Kleopatry (1960)
- Kåre Holt Zabójstwo (1960)
- Werner Steinberg Gdy stanęły zegary (1960)
- Erika Mann Ostatni rok. Opowieść o moim ojcu (1961)
- Günter Grass Kot i mysz (1963) - z Egonem Naganowskim
- Horst Beseler W ogrodzie królowej (1963)
- George Saiko Człowiek w sitowiu (1965) - z Egonem Naganowskim
- Viktor Mann Było nas pięcioro. Wizerunek rodziny Mannów (1966)
- Leonhard Frank Chłopcy z Würzburga (1967)
- Klabund Mahomet ; Bracke ; Borgia (1970) - z Marią Kłos-Gwizdalską
- Herbert Otto czas odlotu bocianów (1970)
- Gerd Fuchs Landru i inni (1971)
- Elisabeth Langgässer Droga przez moczary (1971) - z Egonem Naganowskim
- Friedrich Dürrenmatt Wizyta starszej pani (1972) - z Egonem Naganowskim
- Tage Skou-Hansen Nagie drzewa (1972)
- Johannes Weidenheim Ludzie, co za czasy albo Wesz za niemieckim kołnierzem (1972)
- Ulrich Becher Polowanie na świstaki (1973)
- Karl Dedecius Polacy i Niemcy. Posłannictwo książek (1973) - z Egonem Naganowskim
- Peter Hartling Zjazd rodzinny albo Koniec historii (1973)
- Manfred Jendryschik Popołudnie bez herbaty (1974)
- Ulrich Becher Błądzić jest rzeczą ludzką (1975) - z Juliuszem Zychowiczem i Marią Traczewską
- Hugo Hartung My, Meisegeierowie (1975)
- Otto Walter Pierwsze niepokoje (1976)
- Richard Hey Fabrykant aniołków i spółka (1979)
- Brigitte Reymann Franciszka Linkerhand (1979)
- Heimito von Doderer Demony. Według kroniki radcy departamentu Geyrenhoffa (1985) - z Egonem Naganowskim
- Peter Hartling Hubert albo Powrót do Casablanki (1987)
- Karl Dedecius Notatnik tłumacza (1988) - z Janem Prokopem i Egonem Naganowskim
- Günther Rücker Pan von Oe.; Służąca Hilda (1989)
- Paul Kaufmann Tajemne królestwo pana H. (1992)
- Thomas Mann Dzienniki (1995) - z Egonem Naganowskim